# Puig de la Font (Escorca)
El Puig de la Font és un esperó de 1022 m d'altura que fa part del massís dels Tossals Verds, a la Serra de Tramuntana de Mallorca. Està situat entre el Gorg Blau i l'embassament de Cúber.